# Philippe de Brito
Philippe de Brito e Nicote (mort en avril 1613) était un aventurier et mercenaire portugais au service des Birmans.

## Biographie
Philippe de Brito e Nicote est né à Lisbonne de père français. Son nom Nicote a fait supposer à certains historiens qu'il était apparenté à Jean Nicot, ambassadeur de France au Portugal et importateur du tabac en France. Selon eux, il serait fils d'un frère de Jean, Jules Nicot.
Cependant tous les historiens de l'époque le donnent de basse extraction ; Manuel de Faria e Sousa dit même qu'il exerçait à Lisbonne l'office de charbonnier avant de devenir commerçant en sel sur l'île de Sandwip, dans le Golfe du Bengale. 
Philippe de Brito voyagea d'abord en Asie du Sud-Est (comme garçon de cabine, selon certains) avant de s'installer dans l'île de Sandwip et y faire le commerce du sel. Les relations de cette île avec le royaume d'Arakan lui permirent de devenir l'un des lieutenants mercenaires du roi Xilimixa (Salim Shah, en birman : Min Raza Gyi, Man:Raja-kri ou Mengradzagyi). Celui-ci pilla Pégou en 1599 et Brito fut nommé l'année suivante gouverneur de Syriam (aujourd'hui Thanlyin, en Basse-Birmanie), en face de Rangoon, où il édifia une forteresse. Il comptait ainsi percevoir des douanes sur tous les navires entrant dans le royaume, au nom du roi du Portugal (et d'Espagne), et se rendit l'année suivante à Goa pour obtenir de l'aide et la reconnaissance de son office. Il revint en Birmanie en 1602, nommé « Commandant de Syriam » et « Général des conquêtes de Pégou » par la cour portugaise. 
Gouvernant Syriam indépendamment des Arakanais, Brito pilla en 1608 la Pagode Shwedagon à proximité de Rangoon (qui n'était qu'une bourgade à l'époque), se saisissant de la plus grosse cloche de la pagode pour en faire des canons. Son dessein échoua, la cloche brisant le radeau sur lequel Brito l'acheminait pour s'engloutir dans le fleuve à proximité de Syriam. 
Puis il s'allia avec le gouverneur siamois de Pégou pour lancer un raid sur Taungû en 1612. La ville avait été reprise deux ans auparavant par la dynastie Taungû, alors en pleine renaissance en Haute-Birmanie : quand Brito se brouilla avec les siamois, le roi Anaukpeitlun (1605-1628) vint assiéger Syriam. À la chute de la cité en avril 1613, Brito fut capturé et crucifié (ou empalé) par les Birmans. 